# 資子内親王
資子内親王（ししないしんのう/すけこないしんのう）は、平安時代中期の皇族。村上天皇の第9皇女。母は藤原師輔の娘、藤原安子。同母兄姉に冷泉天皇・為平親王・輔子内親王、同母弟妹に円融天皇・選子内親王がいる。

## 生涯
応和元年（961年）11月、姉の輔子内親王とともに父である村上天皇と対面の儀を行った。応和4年（964年）4月に母の安子が崩御し、康保4年（967年）5月には父の村上天皇も崩御した。安和元年（968年）12月28日に着裳の儀が行われ、翌2年（969年）1月5日には三品に叙せられた。
同安和2年8月に4歳年下の弟である円融天皇が即位し、天禄3年（972年）1月3日に円融天皇は元服を行ったが、同年頃より資子内親王は内裏に上り、既に両親を亡くした天皇の国母の代わりを務めたとされる。同年3月25日に内裏の昭陽舎（一説に飛香舎）において藤花の宴を催し、天皇が臨御して一品内親王に叙された。同年12月に准三宮とされ、年官年爵を与えられ更に封戸も1000戸加算された。当時18歳の資子内親王の国母が形式的であった可能性もあるが、円融天皇の権威づけの強化には少なからず影響したとみられており、天皇の意向を受けてこの同居を主導したのは実際の天皇の母代わりであった尚侍藤原登子（安子の妹）とその兄の関白藤原兼通（選子内親王を養育していた）であったとみられている。この後も円融天皇の在位中はほとんど内裏に居住していたと思われ、天元3年（980年）、及び天元5年（982年）の内裏出火の際に、天皇や中宮、皇太子等とともに避難したことが『日本紀略』にある。また、円融天皇の中宮・女御や、円融天皇の代に娘とともに伊勢に下った徽子女王と親交があったことが贈答歌にみえる。
永観2年（984年）8月、円融天皇が譲位したことに伴い内裏から下がったとみられ、同年11月28日にその後薨去するまで居住することになる三条宮に移った。円融上皇の出家の5か月後の寛和2年（986年）1月に出家し、入道一品宮と称された。正暦元年（990年）、邸宅が焼亡した太皇太后昌子内親王が、一時的に資子内親王邸に居住している。晩年、具平親王の三女・嫥子女王を養女としたことが『栄花物語』にある。
長和4年（1015年）4月26日に61歳で薨去。資子内親王が病がちになっていたにもかかわらず、薨去の際に内親王家の別当藤原斉信は高野山に出掛けており、葬送等の処理が滞ったため、世間は斉信を非難したという（『小右記』）。その後、（藤原道長の命により）斉信の帰京を待たず内大臣藤原公季が葬送を執行することになり、5月10日葬送が行われた。邸宅の三条宮は、資子が売却して費用を仏事に充てて欲しいと生前に希望しており、藤原定輔が購入し、三条天皇に献上されて、その後院となった。